# Aphrastochthonius alteriae
Aphrastochthonius alteriae är en spindeldjursart som beskrevs av William B. Muchmore 1977. Aphrastochthonius alteriae ingår i släktet Aphrastochthonius och familjen käkklokrypare. Inga underarter finns listade i Catalogue of Life.